# Glorfindel
Glorfindel (traducido del sindarin como «cabellos dorados») es un personaje ficticio que forma parte del legendarium creado por el autor británico J. R. R. Tolkien y que aparece en sus novelas El Silmarillion y El Señor de los Anillos. 
Es un elfo del clan Noldor, capitán del reino de Gondolin y señor de la Casa de la Flor Dorada durante la Primera Edad del Sol. Si bien murió durante la destrucción de dicho reino, se le permitió volver reencarnado en su propio cuerpo y a partir de entonces habitó en Rivendel. En la Tercera Edad del Sol, participó en la guerra contra el Rey Brujo de Angmar y siglos después desempeñó un pequeño papel en la Guerra del Anillo.
Fue uno de los primeros personajes creados por J. R. R. Tolkien para su legendarium, pues su origen se remonta a la primera historia que escribió: el cuento «La caída de Gondolin» (1917). En un principio participaba más en la historia, pero su papel se fue reduciendo conforme se resumía el cuento, de forma que tan solo aparece brevemente en la versión definitiva de la historia que fue publicada por Christopher Tolkien en El Silmarillion.
Aunque el personaje no ha aparecido en ninguna de las adaptaciones cinematográficas que se ha realizado sobre El Señor de los Anillos, sí lo ha hecho en un videojuego basado en la trilogía del director neozelandés Peter Jackson La batalla por la Tierra Media II, donde desempeña el papel de protagonista junto al enano Glóin en la campaña dedicada al bando del bien.

## Descripción y etimología
Glorfindel es uno de los calaquendi, los elfos que llegaron a la tierra de Aman en las Edades de los Árboles, y más concretamente un noldor del pueblo de Turgon. La única descripción que J. R. R. Tolkien ofrece de él aparece en El Señor de los Anillos:

«Glorfindel era alto y erguido, el cabello de oro resplandeciente, la cara joven y hermosa, libre de temores y luminosa de alegría; los ojos brillantes y vivos y la voz como una música; había sabiduría en aquella frente y fuerza en aquella mano».
«Muchos encuentros», en El Señor de los Anillos de J. R. R. Tolkien.

También en El Silmarillion se hace referencia al color rubio de su cabello, más propio de los Vanyar que de los Noldor, y de ahí el nombre que lleva, cuya traducción de la lengua élfica sindarin es «cabellos dorados»: glor-, sufijo para glaur, «luz dorada», y -findel, «cabello trenzado». En la primera versión de «La caída de Gondolin», contenida en El libro de los cuentos perdidos, Tolkien ofrece una descripción de su vestimenta en Gondolin:

«Glorfindel llevaba una capa bordada con hilos de oro de tal manera que estaba cubierta de celidonias como una campiña en primavera, y sus armas lucían damasquinados de oro trabajado con gran habilidad».
«La caída de Gondolin», en El libro de los cuentos perdidos de J. R. R. Tolkien.

## Historia ficticia

### Primera Edad del Sol

Emblema de la Casa de la Flor Dorada, de la que Glorfindel era señor.

De origen desconocido, Glorfindel era capitán del reino y ciudad de Gondolin y señor de una de sus siete casas, la Casa de la Flor Dorada. En el año 473 de la Primera Edad del Sol participó en la Nírnaeth Arnoediad, la quinta de las Batallas de Beleriand, de la que pudo huir ante la inminente derrota de su bando y junto con el resto del ejército gondolindrim gracias a la defensa de los hermanos Huor y Húrin.

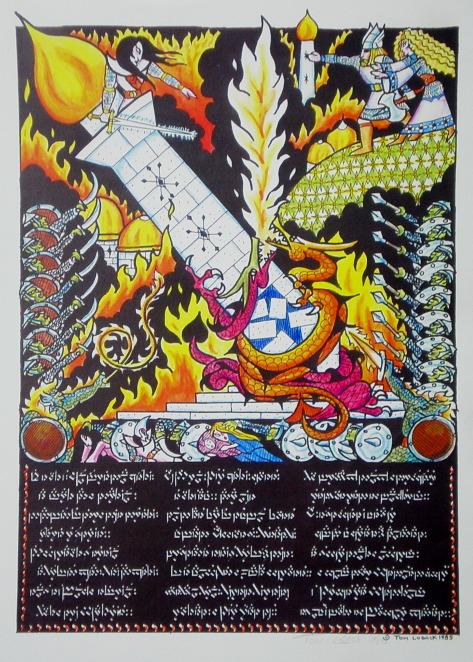
Representación de la caída de la torre de Turgon, durante la destrucción de Gondolin.

Años después, en el 510 de la Primera Edad del Sol, Glorfindel presenció la caída de Gondolin y huyó junto con el resto de supervivientes hacia las montañas. A pesar de ello, un balrog y una tropa de orcos les tendieron una emboscada en el desfiladero de Cirith Thoronath; las águilas gigantes, encabezadas por su señor Thorondor, acudieron en ayuda de los supervivientes y mataron a todos los orcos, pero Glorfindel cayó por el precipicio en su lucha contra el balrog. Thorondor recogió el cuerpo del elfo y lo sepultó bajo un montículo de piedras, donde después crecieron hierba y flores amarillas a pesar de la esterilidad del lugar. A pesar de ello, el espíritu de Glorfindel se reencarnó tras pasar un tiempo en las Estancias de Mandos y años después regresó a la Tierra Media.

### Tercera Edad del Sol
En el año 1974 de la Tercera Edad del Sol, el Rey Brujo de Angmar invadió el reino de Arthedain y se asentó en su capital, Fornost. Un ataque combinado de las fuerzas de Gondor, comandadas por el rey Eärnur, y un ejército de elfos consiguieron derrotar a casi todas sus tropas en la llamada Batalla de Fornost. El Rey Brujo intentó huir hacia Angmar con los pocos que pudo reunir, pero la caballería de Gondor y un ejército enviado por Elrond de Rivendel al mando de Glorfindel le derrotaron por completo y huyó ante la presencia del elfo. El rey Eärnur intentó perseguirle, pero Glorfindel se lo impidió:

«No volverá a esta tierra. Lejos está todavía su condenación y no caerá por mano de hombre».
Glorfindel en Apéndice A: «Gondor y los herederos de Anárion», en El Señor de los Anillos de J. R. R. Tolkien.

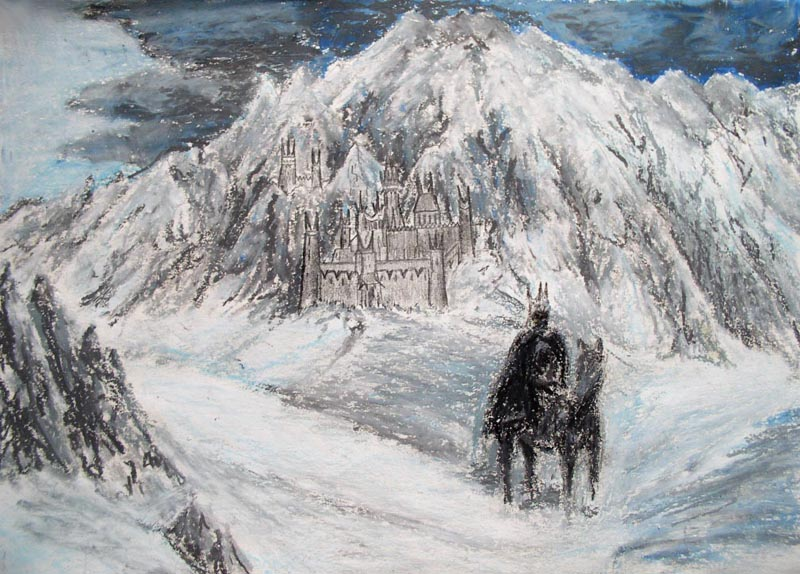
Representación del Rey Brujo en Carn Dûm, su principal fortaleza en el reino de Angmar.

Esta predicción se vería cumplida siglos después cuando la dama Éowyn y el hobbit Meriadoc "Merry" Brandigamo dieron muerte al Rey Brujo en la Batalla de los Campos del Pelennor, durante la Guerra del Anillo.
En 9 de octubre del 3018 de la Tercera Edad del Sol, Elrond envió a aquellos elfos capaces de enfrentarse a los Nazgûl en busca del hobbit Frodo Bolsón, quien en esos momentos se encontraba viajando hacia Rivendel perseguido por ellos debido a que portaba el Anillo Único de su señor, Sauron. Glorfindel siguió el Camino del Este-Oeste y dos días después expulsó a tres Nazgûl del puente de Mitheithel. El día 16 del mismo mes encontró las huellas de Frodo y sus compañeros de viaje, siguiéndolas y encontrándoles por fin dos días después. De camino a Rivendel, los Nazgûl les dieron alcance y Glorfindel, sabiendo que habría una crecida del Bruinen y que los sirvientes de Sauron perseguirían solo al hobbit, ordenó a su caballo Asfaloth que llevara a Frodo hacia el vado de río. Una vez allí, el grupo encendió unas antorchas e iniciada la crecida corrieron hacia los Nazgûl, cuyos caballos, aterrorizados ante el fuego y el agua, arrojaron a sus jinetes al río y éste los arrastró.
Glorfindel participó poco después en el Concilio de Elrond, cuyo objetivo principal era buscar una solución a la amenaza que suponía Sauron para la Tierra Media. Cuando surgió la idea de confiar el Anillo a Tom Bombadil, Glorfindel apoyó a Gandalf al decir que no era buena idea, pues con ello tan solo evitarían por un tiempo que Sauron se hiciera con él, y propuso destruirlo o bien esconderlo arrojándolo a las profundidades del mar o llevándolo a la tierra de los valar, Aman; Elrond y Gandalf descartaron las ideas de esconderlo, por lo que tan solo les quedaba la opción de destruirlo. De esta forma, la Compañía del Anillo acabó siendo la encargada de llevar el Anillo al volcán Orodruin, lugar donde fue forjado por Sauron y el único donde se podría destruir. Posteriormente, destruido el Anillo y finalizada la guerra, Glorfindel acudió junto a varios elfos a la coronación del rey Elessar en Minas Tirith.

## Creación y desarrollo

### EnEl Silmarillion
En 1917, cuando se encontraba de baja en Great Haywood a causa de una enfermedad contraída durante su servicio en la Primera Guerra Mundial, J. R. R. Tolkien escribió una historia sobre la destrucción del ficticio reino de Gondolin. En ella aparece por primera vez el personaje de Glorfindel como jefe de la casa de la Flor Dorada y se describe mucho más detalladamente que en la versión definitiva de El Silmarillion tanto la batalla que se libra en la ciudad como el papel que el elfo tuvo en ella. 
Tras iniciarse la invasión de Gondolin y con la intención de sorprender al enemigo, Glorfindel y los elfos de la Flor Dorada habían dado un rodeo para llegar hasta la puerta de la ciudad. No obstante, una hueste de orcos y balrogs les tendió una emboscada al llegar al Gran Mercado de Gondolin y allí libraron una cruenta batalla de varias horas que finalmente se decidió con la aparición de un dragón que derrotó a los elfos. Glorfindel y unos pocos lograron escapar y, a pesar de ser perseguidos, pudieron librarse de los enemigos gracias a la actuación de los elfos de la casa del Arpa y se dirigieron a la plaza del palacio del rey Turgon. Junto a Tuor, Glorfindel logró despejar la plaza y vallaron los pasos con el fin de impedir la entrada del enemigo, pero de nuevo la aparición de varios dragones provocó la retirada. El resto de la historia, que continúa con la huida de los supervivientes por el paso de Cristhorn (después llamado Cirith Thoronath), es muy similar a la que aparece en El Silmarillion, aunque la lucha entre Glorfindel y el balrog se narra detalladamente: el elfo derrota al balrog gracias a su porra y a una daga que le clava en el vientre, haciéndole caer por el precipicio; no obstante, mientras caía, el balrog agarró el cabello que se le salía a Glorfindel del yelmo y de esta forma le arrastró con él. Su cuerpo también es rescatado por Thorondor, pero no es él quien le entierra, sino por los supervivientes siguiendo las órdenes de Tuor.
En 1926 Tolkien elaboró un resumen de su poema La balada de los hijos de Húrin con el fin de enseñárselo a su antiguo profesor en Birmingham, Richard W. Reynolds. Dicho resumen, al que tituló «Esbozo de la mitología», incluía además el de otras historias de los Cuentos perdidos para que Reynolds entendiese el contexto del poema. El personaje de Glorfindel tan solo aparece al final de la parte dedicada a la caída de Gondolin, donde se cuenta como los supervivientes del reino pudieron salvarse gracias a él y al águila Thorondor. Pocos años después, en 1930, Tolkien reescribió y amplió el esbozo, titulando esta vez al manuscrito Quenta. La historia de Glorfindel fue ligeramente ampliada con el material de los Cuentos perdidos, añadiendo el rescate de su cuerpo por parte de Thorondor y su posterior entierro, aunque no se menciona quien lo realiza.

### EnEl Señor de los Anillos
J. R. R. Tolkien decidió incorporar al personaje de Glorfindel en El Señor de los Anillos desde la primera versión de «Huyendo hacia el Vado», capítulo datado de mediados de 1938 que por entonces no tenía título y estaba unido al anterior (posteriormente llamado «Un cuchillo en la oscuridad») en uno solo bajo el número VIII. La narración es muy parecida a la de la versión definitiva de La Comunidad del Anillo, aunque tiene algunas pequeñas diferencias: cuando Glorfindel encuentra al grupo, Frodo no le ve en ningún momento como una figura brillante y las palabras que el elfo dirige a Aragorn en sindarin son distintas debido a que él aún se llamaba Trotter (‘Trancos’); la conversación que mantienen todos también varía ligeramente, pues Tolkien aún no tenía claro el número de Nazgûl que iba a crear y en esta versión Gandalf sí había llegado ya a Rivendel. Finalizado lo que más tarde sería el libro I de El Señor de los Anillos, Tolkien planteó en unas notas sobre la continuación de la historia que Glorfindel hablara en el Concilio de Elrond sobre su pasado en Gondolin, pero ante una serie de dudas surgidas y cambios que veía necesarios, comenzó a reescribir la historia desde el principio.
Las escenas que involucran a Glorfindel en la reescritura de los capítulos son muy similares a las de la primera versión, pero el texto cada vez se acerca más al de la versión definitiva de La Comunidad del Anillo. Además, esta vez Frodo sí ve al elfo como una figura brillante y aparece la explicación posterior de Gandalf, en la que le cuenta al hobbit que vio a Glorfindel tal y como es en Aman. En las primeras ideas para el Concilio de Elrond, Tolkien barajó la posibilidad de que Glorfindel formara parte de la Compañía del Anillo, aunque lo descartó tras escribir la primera versión del capítulo. A finales de 1939 revisó de nuevo el libro I, cambiando las palabras que Glorfindel dirige al grupo cuando lo encuentra, pues esta vez Gandalf no había llegado a Rivendel antes de la partida del elfo, al igual que la versión definitiva.

### Identidad
Tras decidir en 1938 que debía reescribir la novela desde el principio, J. R. R. Tolkien dejó de lado el pasado de Glorfindel y quedó en duda si el elfo de Gondolin y el de Rivendel eran el mismo personaje. En 1972, un año antes de su muerte, volvió a la cuestión sobre la identidad de Glorfindel y escribió un ensayo en el que identificaba ambos personajes como uno solo. En él, Tolkien descarta automáticamente la posibilidad de que sean dos personajes distintos, pues en El Señor de los Anillos no había usado ningún otro nombre élfico importante de las historias de El Silmarillion y, de este modo, creía que la repetición de Glorfindel no resultaría creíble.
Con el fin de unir ambos personajes, Tolkien añadió en el ensayo una explicación sobre lo que ocurre con el espíritu, o fëa como él lo llamaba dentro del legendarium, de los elfos tras su muerte: si bien los elfos son inmortales, pueden morir debido a una herida grave y, cuando esto ocurre, su espíritu va a las Estancias de Mandos y allí permanece hasta que los Valar lo restauran si ellos lo desean. Tras esta explicación, el ensayo continúa explicando lo que le ocurrió al espíritu de Glorfindel: como era uno de los noldor exiliados, la prohibición de los Valar le impedía regresar a Aman reencarnado en un cuerpo; no obstante, dado que Glorfindel había abandonado Aman por su fidelidad a Turgon y era un elfo "de espíritu noble y generoso" que dio su vida para que los supervivientes de Gondolin escaparan, Manwë decidió restaurar su espíritu después de que purgara toda su culpa por la rebelión de los noldor.
Tolkien añade además que el hecho de que ambos personajes sean el mismo explica lo que se dice de él en El Señor de los Anillos y el "aire de poder y santidad que le rodea", pues para ello el autor explica que, cuando se reencarnó, Glorfindel convivió con los Vanyar y los maiar en la ciudad de Valinor y su poder casi se equiparaba al de estos últimos debido a su sacrificio. Con respecto a la historia de su regreso, Tolkien realizó dos versiones de la misma: ambas coinciden en el hecho de que Glorfindel hizo amistad con Olórin (conocido también como Gandalf) durante su estancia en Valinor, pero la primera data el regreso del elfo a la Tierra Media en el año 1000 de la Tercera Edad del Sol, junto con los Istari, mientras que la segunda lo adelanta a mediados de la Segunda Edad del Sol, esta vez solo y con el fin de reforzar la alianza entre el rey Gil-Galad y Elrond contra Sauron.

## Adaptaciones a otros medios

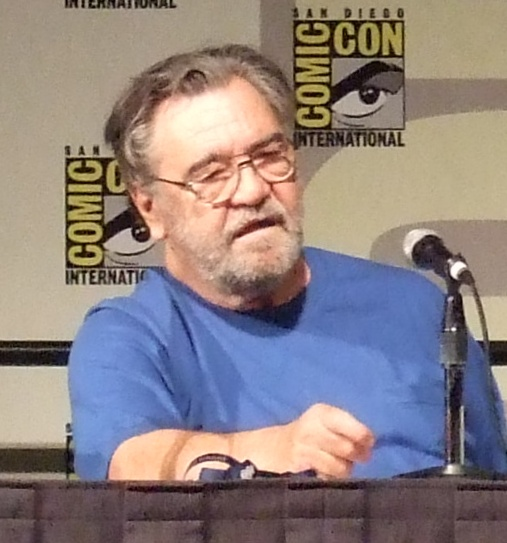
Ralph Bakshi sustituyó a Glorfindel por el personaje Legolas en su adaptación animada de El Señor de los Anillos.

### Cinematográficas
Glorfindel no aparece en ninguna de las adaptaciones cinematográficas de El Señor de los Anillos: en la versión animada de 1978, dirigida por Ralph Bakshi, el papel desempeñado por el personaje es realizado por Legolas, mientras que en la trilogía cinematográfica de Peter Jackson es reemplazado por Arwen. Jackson afirmó que la sustitución de Glorfindel fue uno de los cambios más bruscos que realizaron en el guion de La Comunidad del Anillo, la primera entrega de la trilogía, pero, a pesar de las críticas surgidas por ello, lo consideró correcto ya que dado el gran número de personajes que aparecen en la película no veía necesario introducir a uno nuevo para tan solo unos minutos en escena.

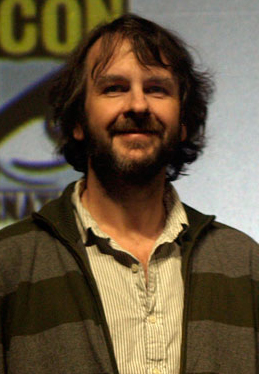
Peter Jackson, director y guionista de la trilogía cinematográfica de El Señor de los Anillos, suprimió la aparición de Glorfindel en La Comunidad del Anillo debido al gran número de personajes que aparecen en ella.

La compañía Decipher realizó un juego de cartas coleccionables basado en la trilogía de Jackson, en el que se incluye una carta del personaje interpretado por Jarl Benzon. Este actor dio vida a diferentes elfos en las películas y, entre ellos, a uno que aparece con los elfos de Rivendel durante la coronación del rey Elessar en El retorno del Rey, la última entrega de la trilogía, y que está caracterizado de la misma forma que en la carta de Glorfindel.

### Juegos
En el videojuego El Señor de los Anillos: la batalla por la Tierra Media II, Glorfindel protagoniza junto al enano Glóin la campaña del bien. El diseño conceptual de Glorfindel fue realizado por el artista Warren Fu basándose en las descripciones que aparecen en las novelas, aunque su pelo es de color blanco a pesar de que Tolkien indica claramente que el personaje es rubio. Para diseñar la armadura, Fu se inspiró en las que llevan los elfos durante la Guerra de la Última Alianza en el prólogo de El Señor de los Anillos: La Comunidad del Anillo, la primera película de la trilogía de Peter Jackson, pero escogió una gama de colores plateados, grises y blancos. Jason Carter aportó su voz al personaje en la versión original del videojuego en inglés, mientras que Luis Mas se encargó de la versión en español.
La campaña del bien se inicia a las afueras de Rivendel, donde Glorfindel y un grupo de soldados elfos de Lothlórien deben derrotar a las tropas de trasgos para llegar a las murallas y avisar a Elrond de la llegada de más enemigos; la misión finaliza con la destrucción del campamento trasgo. Las siguientes misiones en las que participa Glorfindel se desarrollan en el Paso Alto, en las Landas de Etten, en las Montañas Azules y en los Puertos Grises. No aparece en la misión del río Celduin, pero sí en la defensa de Erebor y en el ataque a Dol Guldur. Además aparece en varias misiones de la campaña del mal como uno de los héroes enemigos y, según va adquiriendo experiencia en combate, puede aprender las siguientes habilidades:
| Nombre           | Adquisición | Efecto |
| ---------------- | ----------- | --- |
| Montar/desmontar | Inicial     | Permite a Glorfindel tanto ir a pie como montado en Asfaloth.                                                                |
| Acero de pureza  | Nivel 3     | Aumenta un 100% tanto el ataque como la armadura.                                                                            |
| Jinete de viento | Nivel 6     | Solo se puede usar a caballo. Aumenta la velocidad un 60% y dobla la armadura.                                               |
| Luz estelar      | Nivel 10    | Los aliados cercanos a Glorfindel se curan, ganan un 50% de ataque y armadura, y doblan su velocidad para ganar experiencia. |